# Пчелинцева, Арина Павловна
Арина Павловна Пчелинцева (Александрова) (27 апреля 1984 года, Тверь, Тверская область, РСФСР, СССР) — российская самбистка и дзюдоистка, чемпионка и призёр чемпионатов России по самбо и дзюдо, чемпионка и призёр чемпионатов Европы по самбо, призёр чемпионата мира по самбо, двукратная обладательница Кубка Европы в командном зачёте, мастер спорта России международного класса, тренер по самбо и дзюдо. Окончила факультет физической культуры Тверского государственного университета. Лучшая спортсменка Тверской области 2002 и 2006 годов. Член сборной команды страны с 2006 года.

## Спортивные результаты

### Самбо
- Чемпионат России по самбо 2004 года — ;
- Чемпионат России по самбо 2005 года — ;
- Чемпионат России по самбо среди женщин 2008 года — ;
- Чемпионат России по самбо среди женщин 2010 года — ;
- Чемпионат России по самбо среди женщин 2014 года — ;
- Чемпионат России по самбо 2016 года — ;
- Чемпионат России по самбо 2017 года — ;

### Дзюдо
- Чемпионат России по дзюдо 2003 года — ;
- Чемпионат России по дзюдо 2004 года — ;
- Чемпионат России по дзюдо 2005 года — ;
- Чемпионат России по дзюдо 2010 года — ;
- Чемпионат России по дзюдо 2011 года — ;
- Чемпионат России по дзюдо 2014 года — .